# Podospora myriaspora
Podospora myriaspora är en svampart som tillhör divisionen sporsäcksvampar, och som först beskrevs av Pierre Louis Crouan och Hippolyte Marie Crouan, och fick sitt nu gällande namn av Gustav Niessl von Mayendorf. Podospora myriaspora ingår i släktet Podospora, och familjen Lasiosphaeriaceae. Arten är reproducerande i Sverige.